# Keith Moffatt
Pour les articles homonymes, voir Keith Moffatt (athlétisme).
 (avril 2019).
Si vous disposez d'ouvrages ou d'articles de référence ou si vous connaissez des sites web de qualité traitant du thème abordé ici, merci de compléter l'article en donnant les références utiles à sa vérifiabilité et en les liant à la section « Notes et références ».
Keith Moffatt (né en 1935 à Édimbourg, Écosse) est un mathématicien et professeur britannique spécialisé dans les turbulences  magnétohydrodynamiques. En 2002, il est devenu notoire pour avoir modélisé, en collaboration avec le professeur Yutaka Shimomura, la rotation de l'œuf dur.

## Biographie
Il a obtenu un Bachelor of Arts de l'université d'Édimbourg en 1957. Cinq ans plus tard, il obtenait un Ph.D. sur les turbulences  magnétohydrodynamique. 
De 1961 à 1976, il occupe divers postes à la faculté de mathématiques du Trinity College à l'Université de Cambridge. En 1977, il devient responsable de la chaire de mathématiques à l'université de Bristol, pour la quitter en 1980 et retourner à Cambridge.
En 1986, il est élu Fellow of the Royal Society. Plus tard, il est devenu membre de la Royal Netherlands et de l'Académie des sciences.
En octobre 1996, il est devenu directeur du Isaac Newton Institute for Mathematical Sciences à Cambridge. 
Au début des années 2000, Moffatt avait modélisé le comportement de ce qui est appelé le disque d'Euler, objet sphéroïde qui, une fois lancé, augmente sa vitesse de rotation jusqu'à brusquement cesser de tourner. Lors d'une conférence, un auditeur lui a demandé comment il expliquait la rotation de l'œuf dur. Il croyait que des retouches à la modélisation de disque d'Euler suffiraient. En travaillant sur le sujet, il s'est rendu compte que l'œuf était notablement plus difficile à modéliser. Lui et Yutaka Shimomura ont mathématiquement modélisé le phénomène de la rotation de l'œuf dur, et ont fait paraître leurs résultats en 2002 dans le magazine Nature.
Sur le sujet des turbulences, il affirme avoir publié au-delà de 100 articles et une monographie intitulée Magnetic Field Generation in Electrically Conducting Fluids (1978).

## Prix et distinctions
Keith Moffatt est membre de plusieurs sociétés savantes : Royal Society, Académie royale néerlandaise des arts et des sciences, Académie des Lyncéens, Royal Society of Edinburgh, Academia Europaea, Académie des sciences, Académie nationale des sciences, Société américaine de physique.
En 2005, il est lauréat de la médaille Hughes. En 2009 il reçoit la médaille David-Crighton.